# ایوان شاپونیچ
ایوان شاپونیچ (صربی: Ivan Šaponjić؛ زادهٔ ۲ اوت ۱۹۹۷) یک بازیکن فوتبال اهل صربستان است که در پست مهاجم برای تیم دوم باشگاه فوتبال بنفیکا پرتغال بازی می‌کند.

## باشگاهی
از باشگاه‌هایی که در آن بازی کرده‌است می‌توان به پارتیزان اشاره کرد.

## تیم ملی
وی به همراه تیم ملی فوتبال زیر ۲۰ سال صربستان قهرمان جام جهانی زیر ۲۰ سال در سال ۲۰۱۵ شده‌است.

## افتخارات

### باشگاهی
پارتیزان
- سوپر لیگ فوتبال صربستان: ۱۵–۲۰۱۴
- جام حذفی فوتبال صربستان: ۱۶–۲۰۱۵

### ملی
صربستان
- جام جهانی فوتبال زیر ۲۰ سال: ۲۰۱۵